# Medford (Oklahoma)
Medford – miasto w Stanach Zjednoczonych, w stanie Oklahoma, siedziba administracyjna hrabstwa Grant.